# Kenn ein Land
"Kenn ein Land" is een single van de Duitse schlagerzanger Ronny.

## Hitnotering
| Kenn ein Land      | Kenn ein Land         | Kenn ein Land | Kenn ein Land | Kenn ein Land | Kenn ein Land | Kenn ein Land | Kenn ein Land | Kenn ein Land | Kenn ein Land | Kenn ein Land | Kenn ein Land | Kenn ein Land | Kenn ein Land | Kenn ein Land | Kenn ein Land | Kenn ein Land | Kenn ein Land | Kenn ein Land | Kenn ein Land | Kenn ein Land | Kenn ein Land | Kenn ein Land | Kenn ein Land    |
| Hitlijst           | Datum van binnenkomst | Week:         | 1             | 2             | 3             | 4             | 5             | 6             | 7             | 8             | 9             | 10            | 11            | 12            | 13            | 14            | 15            | 16            | 17            | 18            | 19            | 20            | Laatste notering |
| ------------------ | --------------------- | ------------- | ------------- | ------------- | ------------- | ------------- | ------------- | ------------- | ------------- | ------------- | ------------- | ------------- | ------------- | ------------- | ------------- | ------------- | ------------- | ------------- | ------------- | ------------- | ------------- | ------------- | ---------------- |
| Nederlandse Top 40 | 02-01-1965            | Positie:      | 25            | 18            | 20            | 25            | 28            | 22            | 20            | 18            | 23            | 24            | 21            | 19            | 25            | 31            | 30            | 23            | 35            | 33            | 40            | 38            | 15-05-1965       |